# Euxoamorpha samborombona
Euxoamorpha samborombona là một loài bướm đêm trong họ Noctuidae.